# 北京师范大学实验二龙路中学
北京师范大学实验二龙路中学是一所位于北京市西城区大木仓胡同39号的中等学校，前身可追溯至1922年成立的私立弘达学院。

## 历史
1922年冬，东北籍学者吴宝谦（辽宁沈阳人）、陈乃甲（辽宁辽阳人）等人纠合了部分北京高等师范教职员和毕业同学创办“私立弘达学院”。校长吴宝谦、总务长陈乃甲。弘达中学最初租用西单北灵境胡同31号民房办学。1928年通过拍卖购得新皮裤胡同13号（现大木仓胡同39号）原郑亲王府花园的一部分为固定校舍。1928年8月奉教育当局令，改名为私立“宏达中学”。学生以东北流亡来平的青年学生为主体。校训是"诚恒"，含义是：修身在诚意，治学贵为恒。
1948年学校定9月18日为校庆日。
1952年，学校改为公立，更名为“北京市第三十七中学”。1960年，学校被指定为教育部直属实验学校，并更名为“北京二龙路学校”。1966年，学校下放给西城区，更名为“北京市二龙路中学”。
2014年，西城区教委与北京师范大学签署合作办学协议，更名为“北京师范大学实验二龙路中学”。目前该校与北京师范大学附属实验中学之间有行人天桥相连。

## 著名校友
- 李硕勋：1922年底-1924年在读。[2]
- 魏拯民：1928年就读，东北抗联一路军副司令员
- 姚新一：1929年就读
- 郑耀南
- 高存信：1932年入高中部就读。解放军炮兵副司令员，开国少将
- 吴德：中共北京市委第一书记
- 王其梅：开国少将
- 刘树人：大庆石油会战总工程师
- 李丁：表演艺术家
- 崔乃夫：中華人民共和國民政部原部长
- 宋世雄：中央电视台体育节目主持人
- 翟宪立：中国女歌唱家
- 柳时明：中央歌剧舞剧院原院长
- 王小波：作家